# Côte de Hobbs
La côte de Hobbs est une région côtière de la terre Marie Byrd, en Antarctique occidental, donnant sur l'océan Austral, et séparée de la côte de Ruppert à l'ouest par le cap Burks et de la côte de Bakutis à l'est par le point côtier faisant face à l'île Dean. Elle a été baptisée en l'honneur du géologue américain William Herbert Hobbs (en).